# Antonio Canepa
Antonio Canepa (Palerme, 25 octobre 1908 – Randazzo, 17 juin 1945) est un homme politique, universitaire et essayiste italien.
Militant antifasciste, il devient l'animateur de la branche armée de l'indépendantisme sicilien. 

## Biographie
Antonio Canepa est militant antifasciste au début des années 1930 au sein du Front universitaire antifasciste. En 1933, il planifie l'insurrection de la République de Saint-Marin pour alerter l'opinion publique internationale sur les risques du régime fascismes. Découvert, il est arrêté et condamné pour activité subversive à un an de prison.
Diplômé en droit avec mention après une thèse intitulée « Unité et pluralité des systèmes juridiques », il est nommé professeur d'histoire des doctrines politiques à l'université de Catane en 1937,  mais demeure proche de Giustizia e Libertà. Sous le nom de guerre de Mario Turri, il enrôle ses étudiants dans la lutte contre le fascisme.
Après la chute de Mussolini, il s'installe à Florence où il continue à lutter au sein de la Résistance contre les Allemands, qui mettent sa tête à prix. Il est agent du Secret Intelligence Service britannique en 1941 et revient en 1943 en Sicile où il mène plusieurs actions de sabotage comme celle contre le stockage de munitions et de carburant de la base aérienne de Gerbini, près de Catane.
Opposé à l'État unitaire, partisan d'une révolution sociale pour corriger les inégalités siciliennes historiques, il se lie au mouvement séparatiste mais affronte la majorité conservatrice indépendantiste par la vision politique progressiste, qu'il défend. Il publie La Sicilia ai siciliani ! (« La Sicile aux Siciliens ! ») en 1944 sous le pseudonyme de Mario Turri.
Il est l'une des figures de l'indépendantisme sicilien, à travers l'organisation de l'Esercito Volontario per l'Indipendenza della Sicilia (EVIS), bras armé du Movimento per l'Indipendenza della Sicilia (MIS) duquel il anime également l'aile progressiste qui reste minoritaire.
Il recrute des cadres pour des actions armées et, avec son adjoint, Concetto Gallo, forme un groupe de jeunes prêt à mener une guérilla. A Rome, le gouvernement Parri réagit par la force. Le 17 juin 1945, près de Randazzo, il meurt lors d'un affrontement avec des carabiniers qui lui avait tendu une embuscade,.